# Tenoria tenuis
Tenoria tenuis är en flockblommig växtart som beskrevs av Pietro Bubani. Tenoria tenuis ingår i släktet Tenoria och familjen flockblommiga växter. Inga underarter finns listade i Catalogue of Life.